# Barkarö
Barkarö is een plaats in de gemeente Västerås in het landschap Västmanland en de provincie Västmanlands län in Zweden. De plaats heeft 963 inwoners (2005) en een oppervlakte van 76 hectare.